# Alambari
Alambari es un municipio brasileño del estado de São Paulo. Según el Instituto Brasileño de Geografía y Estadística (IBGE), su población en el año 2010 era de 4886 habitantes.

## Demografía
| Población histórica del municipio | Población histórica del municipio | Población histórica del municipio | Población histórica del municipio |
| Año                               | Población                         |                                   | %±                                |
| --------------------------------- | --------------------------------- | --------------------------------- | --------------------------------- |
| 2000                              | 3650                              |                                   | —                                 |
| 2010                              | 4884                              |                                   | 33,8%                             |
| 2022                              | 6141                              |                                   | 25,7%                             |
| [ 7 ] [ 8 ] [ 9 ] [ 10 ]          |                                   |                                   |                                   |